# 1911 في ألمانيا
فيما يلي قوائم الأحداث التي وقعت خلال عام 1911 في ألمانيا.

## ظهور
- 1 يناير – أمريكا

## مواليد

### يناير
- 11 يناير – برونهيلد بومسل
- 26 يناير – بولي كارب كوش فيزيائي ألماني.

### فبراير
- 7 فبراير – شمعون أفيدان جندي إسرائيلي.
- 20 فبراير – بيتر باول ممثل ألماني.
- 24 فبراير – غوستاف ارنست روبرت شولز فيزيائي ألماني.

### مارس
- 11 مارس – حاييم كوهين
- 15 مارس – فيلهلم مونكه ضابط ألماني.
- 16 مارس – يوزاف منغيله
- 26 مارس – برنارد كاتس
- 28 مارس – هاينز ماير-ليبنتز فيزيائي ألماني.

### أبريل
- 6 أبريل – فيودور لينن
- 23 أبريل – برونو روث درّاج طريق ألماني.
- 30 أبريل – لويزه رينزر كاتبة ألمانية.

### مايو
- 7 مايو – ثيودور شنايدر رياضياتي ألماني.
- 15 مايو – هيرتا أوبرهاوزر

### يوليو
- 21 يوليو – والتر لومان دراج ألماني.

### أغسطس
- 16 أغسطس – إيرنست فريتز شوماخر عالم اقتصاد بريطاني.

### أكتوبر
- 6 أكتوبر – هانس ويبر عالم نبات ألماني.
- 9 أكتوبر – بريجيت كوفمان

### نوفمبر
- 20 نوفمبر – بول زيلينشكي لاعب كرة قدم ألماني.
- 30 نوفمبر – هانس نيلسن

### ديسمبر
- 5 ديسمبر – برتولد شبولر
- 29 ديسمبر – كلاوس فوكس

## وفيات

### يناير
- 1 يناير – برونو كلاين (مواليد 1858) ملحن من الولايات المتحدة الأمريكية.
- 24 يناير – هاينريش ماير (مواليد 1854)

### فبراير
- 15 فبراير – ثيودور إيشيرش (مواليد 1857)
- 23 فبراير – ميخائيل ماير (مواليد 1836) سياسي ألماني.

### مايو
- 25 مايو – إميل بوس (مواليد 1874) فيزيائي ألماني.

### أغسطس
- 1 أغسطس – كونراد دودن (مواليد 1829)
- 15 أغسطس – ألبرت لادينبرغ (مواليد 1842) كيميائي ألماني.

### سبتمبر
- 18 سبتمبر – بيوتر ستوليبين (مواليد 1862) سياسي روسي.

### أكتوبر
- 1 أكتوبر – دلتاي (مواليد 1833)